# Poblat de Cugulutx
El poblat de Cugulutx és un poblat prehistòric, amb restes pretalaiòtiques i talaiòtiques, situat a la possessió de Cugulutx, al terme municipal de Llucmajor, Mallorca.
El poblat de Cugulutx es troba darrere les cases de la possessió de Cugulutx. Hi ha dues coves artificials, navetes d'habitació i un nombre abundant de sitjots en molt bon estat de conservació. No se'n coneix cap material extret.
La cova més occidental és del tipus evolucionat, és gran, de planta plana, ovalada irregular. Té una pilastra de sosteniment de la volta i diferents cubicles excavats a les parets de la cambra a distinta altària i de diferents grandàries.
La segona cova està a uns 5 m de lluny i és totalment diferent. Té totes les característiques dels hipogeus de la primera edat del bronze. La seva llargària és de 6,5 m, amb una amplària de 2,4 m i una altària d'1,3 m. Hi ha una fossa central i bancs funeraris laterals, tot molt degradat per la mala qualitat de la penya. Té vuit cubicles oberts a cada banda. L'extrem interior de la cambra és absidal i s'aixeca sobre una plataforma de 0,25 m d'altària.